# Gary Cady
Gary Cady (14 settembre 1959) è un attore britannico.

## Biografia
È apparso nella serie televisiva Brass (1983), in Leaving (1984), nella miniserie televisiva Doctor Who (1985) e nella miniserie televisiva I promessi sposi (1989) di Salvatore Nocita dove interpretò Don Rodrigo.
Nell'aprile del 1997 ha aperto il Ristorante Beauberry House e un bar a Londra.

## Filmografia parziale
- Mona Lisa, regia di Neil Jordan (1986)
- Siesta, regia di Mary Lambert (1987)
- Queenie - La stella di Calcutta (Queenie), regia di Larry Peerce (1987)
- Erik il vichingo, regia di Terry Jones (1989)
- I promessi sposi, regia di Salvatore Nocita (1989)